# Landy Wen
Landy Wen (cinese tradizionale: 溫嵐; cinese semplificato: 温岚; pinyin: Wēn Lán; Hsinchu, 17 luglio 1979) è una cantante e ballerina taiwanese.
Fa parte del gruppo etnico Atayal, ed è quindi una dei pochi esponenti dei vari gruppi di aborigeni taiwanesi ad entrare nel mondo dello spettacolo.
Sta girando la serie televisiva Less Than Zero, annunciata per il 2010, tratta dal romanzo classico di Bret Easton Ellis, che sarà ambientata a Taipei.

## Album
- Sixth Sense (第六感; 1999)
- A Little Wild (有點野; 2001)
- Blue Rain (藍色雨; 2002)
- The Wen Effect (溫式效應; 2004)
- Love Comes Back + New Songs (愛回溫; 2005) - una raccolta / best-of
- Hot Wave (2007)